# Ponte Eusébio Matoso
A Eusébio Matoso é uma ponte que cruza o rio Pinheiros, na cidade de São Paulo, Brasil. Constitui parte do sistema viário da Marginal Pinheiros. Seu nome homenageia Eusébio de Queirós Coutinho Matoso da Câmara, ministro da Justiça do Império do Brasil entre 1848 e 1852. Durante sua gestão foi promulgada a Lei Eusébio de Queirós que tinha o objetivo de extinguir o tráfico de africanos escravizados para o Brasil.
Suas obras iniciaram durante os anos 1930, como uma continuação da Avenida Rebouças e assim foi considerada até os anos 1950.
Ela interliga a Avenida Eusébio Matoso, em Pinheiros à Avenida Professor Francisco Morato e à Avenida Vital Brasil, ambas localizadas no Butantã. É importante por fazer a ligação da Marginal Pinheiros à Avenida Paulista e ao centro de São Paulo. No sentido oposto faz a ligação entre o centro da cidade e as rodovias Raposo Tavares e Régis Bittencourt, além de facilitar a ligação entre São Paulo e municípios da região oeste como Osasco, Carapicuíba, Taboão da Serra, Embu das Artes e Cotia.
Em 2018, ONGs de ciclistas sugeriram à subprefeitura de Pinheiros a inclusão de um projeto de ciclopassarela na avenida como parte do projeto Operação Urbana Faria Lima, existente desde 1994.